# Копысь
Ко́пысь (бел. Ко́пысь) — городской посёлок в Оршанском районе Витебской области Беларуси, пристань на левом берегу Днепра. Административный центр Копысского поссовета.
Численность населения — 600 человек (на 1 января 2025 года).
В XVI—XX столетиях Копысь являлся центром художественной и промышленной керамики.
Родина Президента Республики Беларусь А. Г. Лукашенко.

## География
Расположен в 35 км от Орши, в 2 км от железнодорожной станции Копысь на линии Орша — Могилёв, автодорогами соединён с Оршей.
20 августа 2007 года открыт новый мост через Днепр, который связал два населённых пункта — Копысь и Александрию.

### Гидрография
Река Днепр.

## Геральдика
Герб и флаг учреждены Указом Президента Республики Беларусь от 9 февраля 2004 года № 60 и зарегистрированы в Государственном геральдическом регистре Республики Беларусь 3 марта 2004 года № Б-7 и Б-8.
Решение об одобрении герба и флага принято Копысским поселковым Советом депутатов 18 февраля 2003 года № 110.

## История

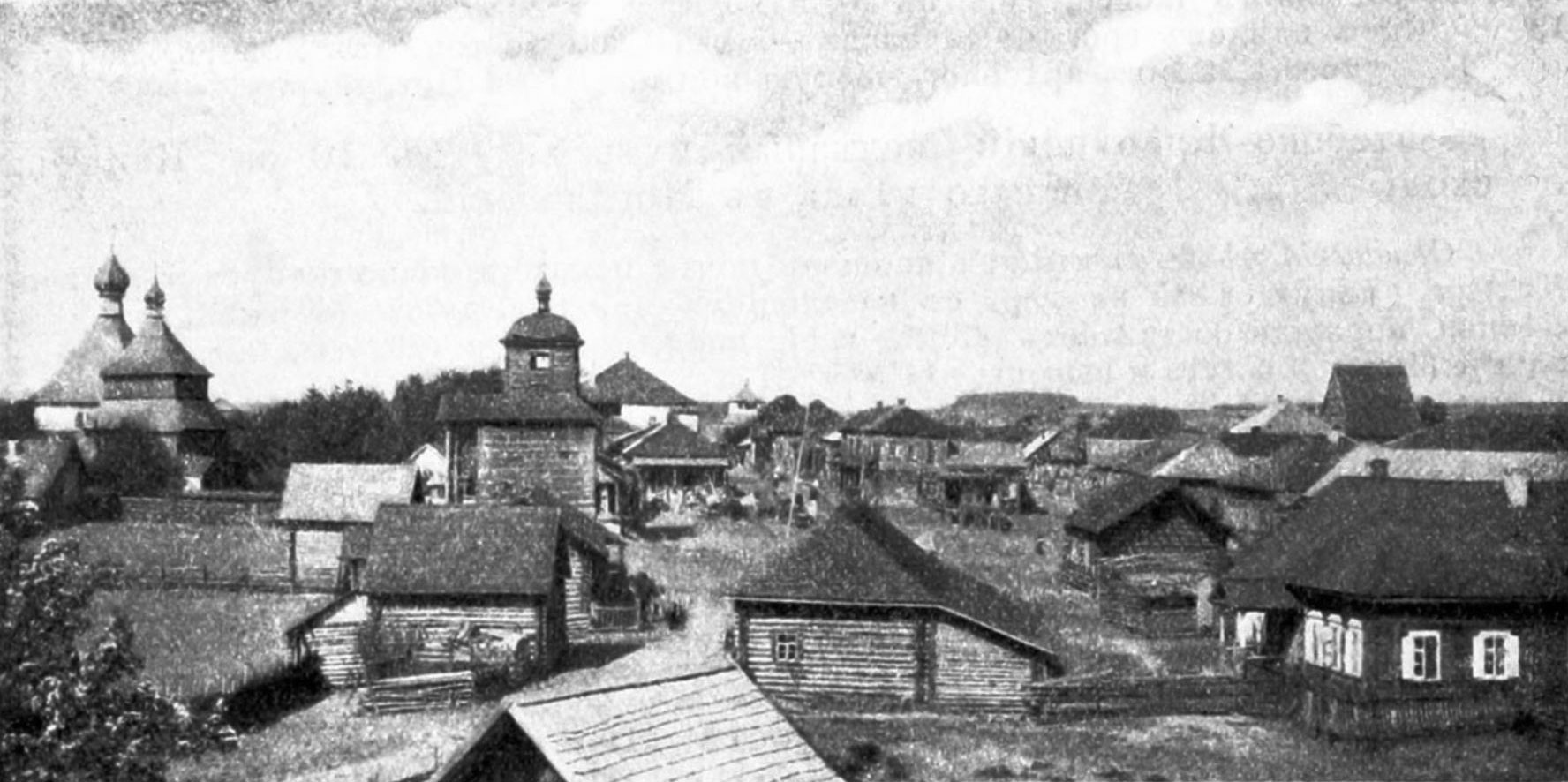
Панорама Копыси. Фото M. Aстанкович, 1905 год

Первые упоминания Копыси датируются 1059 годом (Никоновская летопись). Копысь принадлежала Полоцкому княжеству, затем — Смоленскому. Ряд историков именуют её древнерусским городом, который располагался на одном из холмов высокого левого берега Днепра при впадении в него речки Сморковки. Был обнесён кольцеобразным валом высотой до 5 метров.
Со второй половины XIV века — в Витебском воеводстве Великого княжества Литовского.
В XIV—XVIII веках в Копыси существовал замок. Согласно инвентарю 1726 года замок имел 4 бастиона, деревянные стены, въездную башню. После 1772 года замок не восстанавливался.
В XVI веке Копысь — владение князей Острожских, затем — Радзивиллов.
Во время Русско-польской войны 1654—1667 годов Копысь была в центре событий. В августе 1654 года город заняли царские войска. В начале 1655 года в город снова входят великокняжеские хоругви. Рокировка повторилась и в 1659 году, когда при входе в город царские воеводы частично сожгли город за измену. В 1660 году горожане снова впустили войска Речи Посполитой в город, открыв городские ворота. В 1662 году через город проезжал австрийский дипломат и путешественник Августин Мейерберг, который оставил описание архитектуры, быта жителей и окрестностей Копыси.
Во время Северной войны в Копыси останавливался Пётр I.
Копысь — крупный гончарный центр, с XV века славился изготовлением изразцов и уникальной керамики из красной глины — так называемой «копысской кафли». Копысскими изразцами украшали печи в царских палатах Московского Кремля, использовали в строительстве Покровского собора в районе Измайлово города Москвы.
В 1772 года в ходе первого раздела Речи Посполитой Копысь вошла в состав Копысского уезда Российской империи. Уездный город Могилёвской губернии (1777—1796 и 1802—1861). С 26 декабря 1861 года — заштатный город Горецкого уезда. Генеральный план города утвержден в 1778 году, герб — 16 августа 1781 года.
В 1789 году в Копыси открылось народное училище. На рубеже XIX и XX веков в Копыси насчитывалось 17 небольших заводов. На рубеже XVIII и XIX веков Копысь являлась центром хасидизма. Здесь зародилось хасидское течение Копыст, которое в середине XX века влилось в Хабад Любавич.
Во время Отечественной войны 1812 года занят французскими войсками. 12 ноября в районе Копыси форсировал р. Днепр М. И. Кутузов. Д. В. Давыдов под Копысью уничтожил вражеское кавалерийское депо.
В 1914 году Копысь являлась одним из промежуточных пунктов перелёта самолёта «Илья Муромец» И. И. Сикорского по маршруту Петербург — Орша — Копысь — Киев — Петербург.
В 1924—1930 годах Копысь — центр района Белорусской ССР. С 1930 года — в составе Оршанского района Витебской области, с 1938 года — городской посёлок.

### Во время Великой Отечественной войны
По переписи населения 1939 года численность евреев в Копыси составляла 405 человек — 9,91 % от общего числа жителей. Еврейское население в октябре 1941 года оккупанты согнали в гетто и 14 января 1942 года убили всех.
В районе Копыси во время Великой Отечественной войны происходило форсирование Днепра частями армии Г. Гудериана:

Вечером 10 июля мой штаб посетил итальянский военный атташе генерал Маррас, с которым я познакомился ещё в Берлине. Его сопровождал капитан 1 ранга Бюркнер. Я пригласил их обоих сопровождать меня на следующий день при переправе через Днепр у Копыси. 11 июля ранним солнечным утром в 6 час. 10 мин. в сопровождении обоих моих гостей я выехал со своего командного пункта, располагавшегося в Толочине, который ещё в 1812 году служил штаб-квартирой Наполеону 1, и направился на Днепр к Копыси, чтобы присутствовать при форсировании реки 47-м танковым корпусом…
На командном пункте 29-й мотодивизии, расположенном недалеко от Копыси, я встретил командира корпуса и командира дивизии, которые доложили мне обстановку, 15-й и 71-й полки уже форсировали реку и восточнее Копыси вышли к опушке леса; мы видели, как они наступали на противника силой примерно в две дивизии (66-й стрелковый корпус русских — в составе 18-й и 54-й стрелковых дивизий).
— 

## Демография

### Численность
- 2025 год — 600 человек[3]

### Динамика
- 1825 год — 2265 человек.
- 1879 год — 3164 человек.
- 1897 год — 3384 человек, в том числе мещан 2475, крестьян 731, шляхты 64, духовенства 18, купцов 41 человек; грамотных среди горожан было 39,6 %.
- 1904 год — 3950 человек.
- 1911 год — 5924 человек.
- 1939 год — 4087 человек: 3202 белоруса, 405 евреев, 350 русских, 49 украинцев, 10 поляков, 71 представитель других национальностей.
- 1960 год — 1833 человек.
- 1995 год — 1200 человек.
- 2006 год — 0,8 тыс. человек.
- 2009 год — 910 человек (перепись населения)[12].
- 2010 год — 900 человек.
- 2012 год — 647 человек.
- 2014 год — 816 человек.
- 2015 год — 827 человек.
- 2016 год — 850 человек.
- 2017 год — 847 человек.
- 2019 год — 683 человек (перепись населения).
- 2020 год — 700 человек.
- 2021 год — 663 человек.
- 2023 год — 628 человек[13].
- 2024 год — 609 человек.
- 2025 год — 600 человек[3].

## Экономика
В поселке функционирует ОАО «Оршанский комбинат строительных материалов», цех по производству сыров, принадлежащий ОАО «Оршанский молочный комбинат», машиностроительной и промышленности строительных материалов: керамический цех «Воршабудматэрыялы», мини-пекарня, лесничества.
В Копыси находится филиал районного комбината бытового обслуживания, почта, банк, предприятия торговли, гостиница, ресторан.

## Медицина
Медицинское обслуживание населения осуществляют поликлиника и больница.

## Образование
В Копыси работают средняя школа, дошкольное учреждение, центр внешкольной работы.

## Культура
- Дом культуры
- Центр народного творчества и ремёсел
- Музей ГУО «Копысская средняя школа Оршанского района имени Янки Купалы»

## События и мероприятия
- 7-10 сентября 2022 года — Международный пленэр народного декоративно-прикладного искусства[14]

## Достопримечательности
- Замчище «Петровский вал» — укреплённое городище XI—XVII веков дугообразной формы, протяжённостью по периметру 370 м, высотой 5 м, а также место городского посада, который был укреплён земляным валом с деревянными стенами и проезжими воротами. Расположен на левом берегу Днепра, урочище Петровский вал. Памятник археологии —  Историко-культурная ценность Республики Беларусь, шифр 213В000133
- Селище — памятник археологии
- Вблизи посёлка в Левки располагается дача Янки Купалы — Левки, где поэт написал известный «Левковский цикл»
- Церковь Спасо-Преображенская
- Часовня Святой Параскевы Пятницы
- Святой источник
- Дендропарк
- Экологическая тропа

### Памятник, скульптура
- Памятник В. И. Ленину
- Братская могила советских воинов
- Обелиск погибшим в гетто
- Памятный знак защитникам Днепровского рубежа
- Памятный знак в честь мастеров изразцового дела Копыси, уникальные изделия которых были широко известны в Европе
- Памятный знак в честь 925-летия Копыси (1059—1984)
- Скульптурная композиция с бюстом Янки Купалы

### Утраченное наследие
- Кальвинский собор
- Часовня Святой Параскевы Пятницы (XIX в.)
- Костёл
- Церковь (XIX в.)
- Церковь Святого Спаса (XVII в.)

## Известные уроженцы
- Александр Григорьевич Лукашенко (род. 1954) — Президент Республики Беларусь[15]